# Pat Garrity
Patrick Joseph Garrity (23 de Agosto de 1976, Las Vegas, Nevada) é um ex-jogador profissional de basquetebol norte-americano.

## Amadorismo

### Colegial
Pat Garrity começou a jogar basquete pelo colegial, no Lewis-Palmer High School. Garrity ficou conhecido ao ser selecionado 3 vezes para a seleção dos jogadores do Colorado. [carece de fontes?]

### Universidade
Garrity foi estudar na Universidade de Notre Dame, onde jogou 4 anos na equipe Notre Dame Fighting Irish. Sempre teve boas médias de pontos por jogo, chegando à média de 23,2 pontos por jogo na temporada de 1997-98. Foi também escolhido como jogador do ano na Big East Conference, da NCAA. Também foi selecionado para o segundo time das américas.

## NBA
Garrity foi o 19º selecionado no Draft de 1998 pelo Milwaukee Bucks, mas o Bucks trocou o jogador, juntamente com Dirk Nowitzki, por Robert Traylor do Dallas Mavericks, que o trocou, com mais dois jogadores, por Steve Nash do Phoenix Suns.

### Phoenix Suns
Em seu primeiro ano na NBA, a temporada de 1998-99, esteve presente em 39 jogos dos 50 disputados pela equipe. O número baixo de jogos se deve ao fato do Lockout ocorrido na temporada.
Após sua primeira temporada na equipe, foi trocado, juntamente com Danny Manning e dois selecionados em drafts futuros, por Anfernee Hardaway do Orlando Magic.

### Orlando Magic
Em sua primeira temporada pelo Orlando Magic, esteve presente em todos os jogos, foi também a única temporada na sua carreira em que conseguiu este feito.
Foi firmando-se titular, até que em 2003 teve um problema no joelho direito, entrando para a lista de jogadores lesionados em 17 de Novembro. Acabou fazendo uma cirurgia em 1 de Dezembro de 2003 e se recuperando somente em Março de 2004, com isso, só conseguiu estar presente em duas partidas na temporada de 2003-04.
Após a lesão, voltou a jogar como reserva da equipe por mais 4 temporadas, até anunciar sua aposentadoria. Terminou a sua carreira com uma média de 7,3 pontos por partida. Foi o líder em cestas de 3 pontos pelo time nas temporadas de 1999-00, 2000-01, 2001-02 e 2002-03.